# 브로드스테어스
브로드스테어스(Broadstairs)는 잉글랜드 켄트주 동쪽에 있는 새닛에 위치한 연안 도시로, 런던에서부터 동쪽으로 130 km가량 떨어져 있다. 마게이트와 램스게이트 사이에 위치하여 있으며, 2011년 기준으로 25,000명가량의 사람이 살고 있다. 새닛의 해수욕장 중 하나이기도 하다. 라틴어 모토는 Stella Maris로 바다의 별이라는 뜻을 가지고 있다. 이름의 유래는 모래사장에서부터 백악질 절벽의 꼭대기에 있는 성지까지 가기 위해 있었던 계단에서 유래되었다.

## 같이 보기
- 황폐한 집